# Nyctidromus albicollis
Nyctidromus albicollis là một loài chim trong họ Caprimulgidae.

## Phân loài
- Nyctidromus albicollis albicollis (Gmelin, 1789)
- Nyctidromus albicollis derbyanus (Gould, 1838)
- Nyctidromus albicollis gilvus (Bangs, 1902)
- Nyctidromus albicollis insularis (Nelson, 1898)
- Nyctidromus albicollis intercedens (Griscom, 1929)
- Nyctidromus albicollis merrilli (Sennett, 1888)
- Nyctidromus albicollis yucatanensis (Nelson, 1901)